# 和氏豇豆
和氏豇豆（学名：Vigna hosei）为豆科豇豆屬下的一个种。

## 扩展阅读
- 維基物種上的相關：和氏豇豆